# Таммисуо (станция)
Таммисуо (фин.  лат. Tammisuo — Дубовое болото) — станция в городе Выборге, на Каменногорском направлении Октябрьской железной дороги. Расположена между платформами 2-й километр и Пальцево.
После строительства железной дороги при станции в начале 20 века сформировался промышленный район, включавший кирпичный завод, лесопилку, мясокомбинат и другие предприятия.
Таммисуо был северо-восточным пригородом Выборга, в 5 км от центра города. До 1932 года был отдельным сельским поселением, входящим в Выборгскую сельскую общину. Образ жизни был деревенским. Каждый дом имел большой участок и огороды. Жители выращивали картофель, корнеплоды, ягодные кусты, яблони. Многие хозяйства держали коров, свиней, кур. Наличие глинистых почв и песчаных карьеров стало причиной возникновения производства кирпича с оттиском «Tammisuo».
Окружающие леса давали сырье для лесопилки, древесной мельницы и механического цеха, позже построили столярные цеха.
В январе 1932 года поселок был присоединен к Выборгу, что вызвало запрет на разведение крупного и мелкого рогатого скота и свиней.
К северу от Таммисуо располагалось обширное кладбище, где в 1935 году архитектором Я. Ланкиненом была построена погребальная капелла (не сохранилась).
К 1939 году в Таммисуо было 314 жилых домов, с населением около 2500 человек.
Станционные сооружения были разрушены в ходе военных действий в 1941 году, но впоследствии отстроены заново.
21 июня 1944 года в ходе Выборгской наступательной операции в бою за станцию Таммисуо погибли танкисты 26-го гвардейского отдельного тяжёлого танкового полка 21-й армии Ленинградского фронта: Филипп Миронов, Виктор Вагин, Анатолий Скоробогатов и Алексей Харлов, посмертно удостоенные званий Героев Советского Союза. В память об этом была установлена мемориальная доска.
В 1948 году посёлку при станции Таммисуо присвоили наименование «Москвино» в честь старшего лейтенанта Москвина, погибшего на территории Выборгского района. Однако название станции не изменилось, а наименование Москвино для этой части Кировского микрорайона Выборга в настоящее время не употребляется. Проходят электрички сообщением Выборг — Каменногорск, а также грузовые составы с лесом на целлюлозно-бумажный комбинат в Светогорске и в сторону железнодорожного погранперехода между Светогорском и Иматрой.